# Gamarjobat
Gamarjobat (in giapponese が〜まるちょば?) è un duo comico giapponese che si esibisce in diversi sketch mimici e pantomimici.
È formato da Ketch! (con il mohawk rosso) e HIRO-PON (Hiroshi Yoshimi, con il mohawk giallo), che nel 1999 si conobbero e crearono il duo chiamandosi Gamarjobat (che significa "ciao", გამარჯობა, in georgiano).
Inizialmente il loro successo crebbe perlopiù fuori dal Giappone, specialmente in Europa, dove tra il 2004 e il 2007 vinsero diversi premi all'Edinburgh Festival Fringe e al Brighton Festival Fringe. Successivamente la loro popolarità è cresciuta sempre di più, e nel tempo si sono esibiti centinaia di volte in teatri, festival e televisione in più di quaranta paesi in tutto il mondo. Nel 2007 sono stati inseriti dall'edizione giapponese di Newsweek nell'elenco delle "100 persone giapponesi più rispettate nel mondo".
In Europa sono apparsi in televisione in programmi comici come Blue Peter, Comedy Rocks, The Paul O'Grady Show, Tonight at the London Palladium e il talent show The Slammer, dove la loro performance vinse il premio del pubblico nel primo episodio della seconda stagione. Nel febbraio 2009 la BBC ha trasmesso un loro spettacolo completo, dal titolo Ketch & HIRO-PON Get It On.
Nel 2014 hanno lanciato un nuovo progetto, The Gamarjobat Company, allo scopo di collaborare con altri artisti e comici su spettacoli comici pantomimici.

## Premi
I premi vinti dai Gamarjobat sono i seguenti:
- 2004 - The Dubble Act Award all'Edinburgh Festival Fringe (Regno Unito)
- 2004 - Grand Prix all'NTV Art Daidogei (Giappone)
- 2005 - The Tap Water Award all'Edinburgh Festival Fringe
- 2006 - The Best International Act Award al Brighton Festival Fringe (Regno Unito)
- 2007 - The Argus Angel Award al Brighton Festival Fringe